# Coppa di Germania 2014-2015 (hockey su pista)
La Coppa di Germania 2014-2015 è stata la 29ª edizione dell'omonima competizione tedesca di hockey su pista riservata alle squadre di club. Il torneo, organizzato dalla Federazione di pattinaggio della Germania, ha avuto inizio il 28 febbraio e si è concluso il 24 maggio 2015.
Il torneo è stato vinto dal Cronenberg per la 10ª volta nella sua storia.

## Risultati

### Ottavi di finale
| Squadra 1        | Risultato | Squadra 2          |
| ---------------- | --------- | ------------------ |
| 28 febbraio 2015 |           |                    |
| Moskitos         | 3 - 8     | Krefeld            |
| Cronenberg (B)   | 4 - 13    | Walsum             |
| Krefeld (B)      | 1 - 28    | Germania Herringen |
| Schwerte         | 2 - 15    | Iserlohn           |
| Düsseldorf Nord  | 2 - 1     | Remscheid          |
| Recklinghausen   | 3 - 8     | Cronenberg         |
| TSG Darmstadt    | 0 - 11    | Bison Calenberg    |

### Quarti di finale
| Squadra 1          | Risultato | Squadra 2       |
| ------------------ | --------- | --------------- |
| 28 marzo 2015      |           |                 |
| Darmstadt          | 6 - 4     | Walsum          |
| Krefeld            | 6 - 4     | Bison Calenberg |
| Düsseldorf Nord    | 1 - 3     | Cronenberg      |
| Germania Herringen | 4 - 2     | Iserlohn        |

### Semifinali
| Squadra 1       | Risultato | Squadra 2          |
| --------------- | --------- | ------------------ |
| 25 aprile 2015  |           |                    |
| Bison Calenberg | 8 - 12    | Cronenberg         |
| Darmstadt       | 1 - 5     | Germania Herringen |

### Finale
| Wuppertal 23 maggio 2015 Finale di Andata | Cronenberg | 4 – 5 | Germania Herringen | Alfred-Henckels-Halle |

| Hamm 24 maggio 2015 Finale di Ritorno | Germania Herringen | 2 – 4 | Cronenberg | Glückauf Arena |

## Campioni
| Vincitore Coppa di Germania 2014-2015 |
| ------------------------------------- |
| Cronenberg 10º titolo                 |